# Hajós Henrik
Hajós Henrik, eredetileg Guttmann Henrik (Budapest, 1886. július 21. – Budapest, 1963. június 2.) úszó, Hajós Alfréd olimpiai bajnok úszó, építész öccse.
1903-tól az MTK (Magyar Testgyakorlók Köre), majd 1910-től a 33 FC úszója, atlétája és labdarúgója volt. Jelentős sporteredményeket úszásban ért el. Az 1906. évi – a Nemzetközi Olimpiai Bizottság által el nem ismert – pánhellén olimpiai játékokon az  Ónody József, Hajós Henrik, Kiss Géza, Halmay Zoltán összeállítású 4 × 250 méteres gyorsváltó tagjaként aranyérmet nyert. Az 1908. évi londoni olimpián 100 méteres és 400 méteres gyorsúszásban indult, de nem jutott a döntőbe. Az aktív sportolást 1912-ben fejezte be. Az 1912. évi stockholmi olimpián már nem vett részt.
Visszavonulása után vállalati tisztviselőként tevékenykedett. Az első világháború után több évig Bécsben élt.

## Sporteredményei
- az 1906. évi rendkívüli olimpia győztese (4 × 250 m váltó)
- tizenegyszeres magyar bajnok:
  - 1 mérföld: 1905–1911
  - 440 yard: 1911
  - 880 yard: 1905, 1911
  - folyamúszás: 1907